# Thrymr (astronomia)
Thrymr, noto anche come Saturno XXX, è un satellite naturale di Saturno, scoperto da Brett J. Gladman nel 2000, e inizialmente identificato con la designazione provvisoria di S/2000 S 7.
L'8 agosto 2003 l'Unione Astronomica Internazionale gli assegnò il nome di Thrym, poi mutato in Trymr, con l'aggiunta della -r finale che identifica il nominativo. Il nome deriva da quello del gigante Þrymr della mitologia norrena.

## Parametri orbitali
Thrymr ha un diametro di 7 km e orbita attorno a Saturno ad una distanza media di 19,941 milioni di chilometri. Il periodo è di 1094 giorni, in moto retrogrado, con un'inclinazione orbitale di 175° rispetto all'eclittica (159° rispetto all'equatore di Saturno), con un'eccentricità di 0,471.
Questo satellite, come Skathi e Mundilfari potrebbe essere stato formato da detriti provenienti da Febe e scagliati nello spazio da grandi impatti nel passato.

## Parametri fisici
Thrymr ha un diametro medio di 7 km. La sua densità è di 2,3 g/cm3, relativamente alta in confronto a quella di altri satelliti di Saturno. Questo fa pensare che sia composto di ghiaccio d'acqua con un'alta percentuale di silicati.
Ha un basso valore di albedo 0,06, riflette cioè soltanto il 6% della radiazione solare incidente. La sua magnitudine apparente di 23,9 lo rende un oggetto a bassa luminosità.